# Pjotr Šmidt
Pjotr Šmidt, známý jako poručík Šmidt, rusky Пётр Петро́вич Шмидт, ukrajinsky Шмідт Петро Петрович, německy Peter Schmidt (17. února 1867 Oděsa – 19. března 1906 ostrov Berezaň) byl účastník ruské revoluce v roce 1905, jeden z vůdců povstání v Sevastopolu v roce 1905. Je hrdinou Pasternakovy poémy Poručík Šmidt.

## Život
Jeho otec, Pjotr Petrovič Šmidt starší, byl námořní důstojník, kontradmirál, vrchní námořní velitel Berďanska. V roce 1886 Šmidt mladší absolvoval Petrohradskou námořní školu a získal svou hodnost praporčíka. Sloužil v 8. petrohradské posádce. V létě 1889 odešel ze zdravotních důvodů do výslužby a usadil se v Taganrogu, kde pracoval v Azovsko-Donské obchodní bance. V roce 1892 obnovil vojenskou službu. V roce 1895 obdržel hodnost poručíka.
V roce 1894 byl převeden do sibiřské flotily. V prosinci 1895 byl jmenován nadporučíkem a vyznamenán jubilejní medailí na památku Alexandra III. Sloužil v posádkách 18. baltské a sibiřské flotily. Kvůli osobnímu konfliktu s vedením vladivostockého přístavu přešel k obchodní flotile, kde působil jako inspektor, hlavní asistent a kapitán plavidel Igor a Diana. Se začátkem rusko-japonské války byl povolán k námořnictvu a byl jmenován vyšším důstojníkem ve vojenském transportu Irtyš. Při přechodu na Dálný východ se Šmidtova choroba ledvin zhoršila, v důsledku čehož byl převelen k Černomořské flotile a zařazen do posádky 28. flotily. Odstěhoval se do Sevastopolu. Zde založil „Svaz důstojníků – přátel lidu“, jehož jménem rozeslal výzvu vyzývající velitele lodí k podpoře revoluce. Prováděl propagandu mezi námořníky a důstojníky, označoval se za nestraníka, odsoudil sociální demokraty za jejich nedostatečnou pozornost k požadavkům rolnictva a esery za teror, k němuž měl negativní postoj; kandidoval do Ústavodárného shromáždění voleného všeobecnými volbami; prosazoval konstituční monarchii. V roce 1905 velel torpédoborci č. 253 v Izmailu.
Dne 20. října 1905, během pohřbu civilistů zabitých během demonstrace v Sevastopolu, pronesl politický projev, díky kterému se stal široce populárním. 20.10.(02.09) 1905 byl zatčen, ale 4. listopadu 1905 byl pod tlakem veřejnosti propuštěn. Šmidt byl zvolen „doživotním poslancem“ Sevastopolské rady zástupců pracujících, námořníků a vojáků. Po propuštění pokračoval v aktivní politické činnosti. Dne 11. listopadu 1905 byl Šmidt penzionován v hodnosti kapitána II. třídy.

### Povstání na křižníkuOčakov
Ve dnech 8.–10. listopadu 1905 začala vzpoura na křižníku Očakov. Námořníci křižníku jednali se Šmidtem, a když nespokojenost 13. listopadu 1905 propukla ve vzpouru, stal se Šmidt jejím vůdcem. U vzbouřeného křižníku zakotvila bitevní loď Panteleimon a několik dalších lodí. Šmidt apeloval na cara s požadavkem Ústavodárného shromáždění a prohlášením, že flotila přestala poslouchat ministry. Vrchní velitel Černomořské flotily Čuchnin začal revoluční lodě ostřelovat granáty.
Šmidt vyhrožoval popravou zajatého důstojníka za každého popraveného nebo zabitého námořníka, ale tuto hrozbu nesplnil. Podle obžaloby soudu Šmidtovy lodě opětovaly palbu jen slabě; podle jiných svědectví na ni nereagovaly vůbec. V každém případě Šmidt, vyhýbaje se krveprolití, neudělal nic na obranu svých požadavků ozbrojenou rukou. V důsledku ostřelování vypukl na křižníku Očakov požár; přeživší část posádky se začala zachraňovat v člunech. Večer 15. (29.) listopadu 1905 byl křižník Očakov téměř bez odporu rozstřílen silami věrnými vládě.

### Zatčení a poprava
Šmidt byl zatčen. Šmidtův proces se konal v Očakivu v únoru 1906. Dne 18. února 1906 byl Šmidt, stejně jako námořníci O. Gladkov, S. Chastnyk a M. Antonenko odsouzen k trestu smrti. Zastřelen byl na ostrově Berezaň dne 6. (19.) března 1906.
8. května 1917 byl slavnostně znovu pohřben na hřbitově komunardů v Sevastopolu.

## Reference

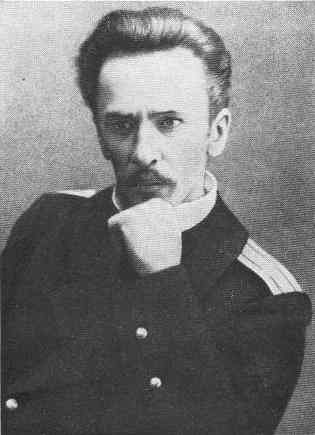
Pjotr Šmidt
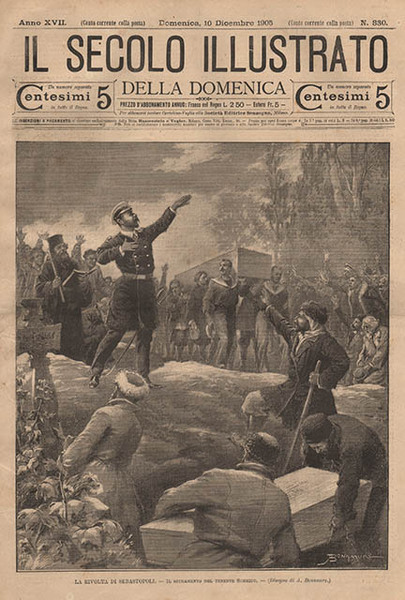
Sevastopolské povstání - přísaha poručíka Šmidta
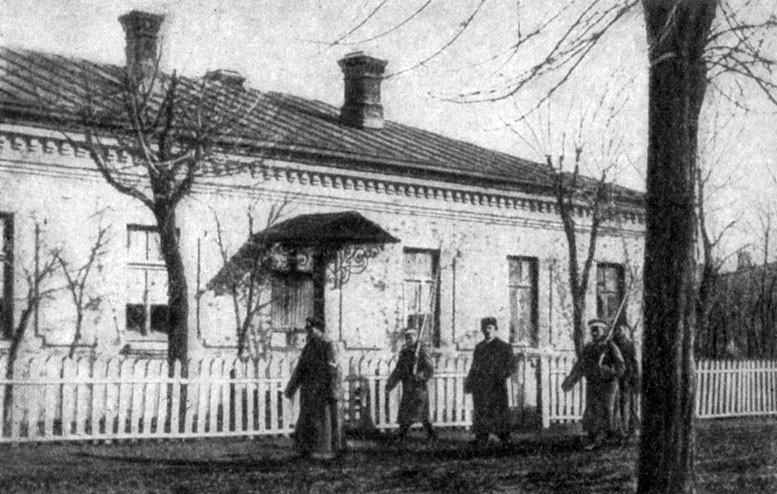
Eskorta vedoucí poručíka Šmidta k soudu (1906)
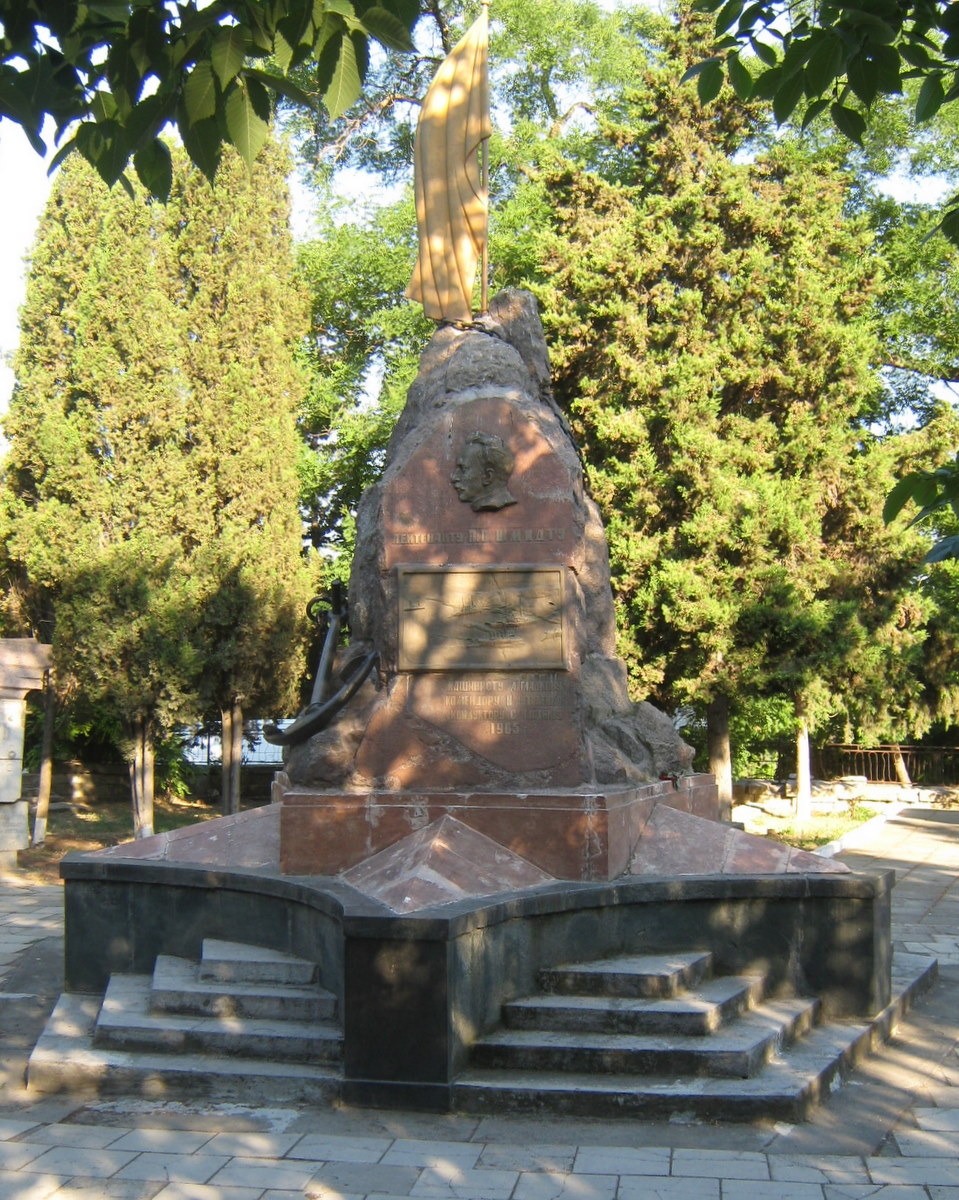
Pomník na hrobě Pjotra Šmidta na hřbitově v Sevastopolu